# آستین سوئیفت
آستین کینگزلی سوئیفت (به انگلیسی: Austin Kingsley Swift) (زادهٔ ۱۱ مارچ ۱۹۹۲) یک بازیگر اهل ایالات متحده آمریکا است.

## اوایل زندگی
آستین کینگزلی سوئیفت در ۱۱ مارس ۱۹۹۲ در پنسیلوانیا زاده شد. او پسر اسکات کینگزلی سوئیفت و آندرئا سوئیفت است. خواهر بزرگتر او تیلور سوئیفت است. پدرش یک دلال سهام و مادرش زنی خانه‌دار است.

## حرفه
سوئیفت در سال ۲۰۱۵ از دانشگاه نوتردام فارغ‌التحصیل شد.

## فیلم‌شناسی
| سال  | عنوان                  | نقش     | یادداشت                    |
| ---- | ---------------------- | ------- | -------------------------- |
| ۲۰۱۶ | آی تی                  | لنس     |                            |
| ۲۰۱۶ | تا شب زنده بمان        | مایوئید |                            |
| ۲۰۱۷ | جاسازی                 | کالین   | مجموعه تلویزیونی؛ اپیزود ۲ |
| ۲۰۱۷ | هنوز پادشاه هست        | تایلر   | مجموعه تلویزیونی؛ اپیزود ۱ |
| ۲۰۱۸ | Cover Versions         |         |                            |
| TBA  | Whaling                | جی‌تی    |                            |
| TBA  | We Summon the Darkness | ایوان   |                            |